# Casely
Jean Carlos Casely, noto come semplicemente come Casely (Fort Lauderdale, 30 novembre 1985) è un cantante statunitense di musica R&B/Hip hop.
Ha debuttato nel 2005 con l'album Ill'Be. Il disco ha catturato l'attenzione dei Diaz Brothers, che lo hanno messo sotto contratto nella la loro etichetta nel 2007. Il suo secondo album, 1985, è in uscita nel 2009; la hit "Emotional" (scritta dallo stesso Casely) è stata pubblicata nel febbraio 2008 ed è riuscita ad entrare nel Billboard Hot R&B/Hip-Hop Songs.

## Discografia

### Album studio
2005: I'll Be (album di debutto)

2009: 1985